# United Arab Emirates Women’s Tri-Nation Series 2023/24
Die United Arab Emirates Women’s Tri-Nation Series 2023/24 war ein Drei-Nationen-Turnier, das vom 11. bis zum 14. April 2024 in den Vereinigten Arabischen Emiraten im WODI-Cricket ausgetragen wurde. Bei dem zur internationalen Cricket-Saison 2023/24 gehörenden Turnier nahmen Papua-Neuguinea, Schottland und die Vereinigten Staaten teil. Schottland gewann den Wettbewerb.

## Vorgeschichte
Papua-Neuguinea spielte zuvor ein Tour in Simbabwe, Schottland gegen Irland in Spanien, während für die Vereinigten Staaten war es die erste Tour der Saison.

## Format
Der Titel wurde in einer Gruppe ermittelt, wobei jede Mannschaft gegen jede ein Mal auftritt. Für einen Sieg gab es zwei, für ein Unentschieden oder No Result einen Punkt.

## Stadion
Das folgende Stadion wurde für das Turnier als Austragungsort vorgesehen.
| Stadion            | Stadt | Kapazität | Spiele       |
| ------------------ | ----- | --------- | ------------ |
| ICC Academy Ground | Dubai | 07.000    | 1. – 3. WODI |

## Kaderlisten
| WODI | WODI | WODI |
| Papua-Neuguinea | Schottland | Vereinigte Staaten |
| --- | --- | --- |
| - Brenda Tau (K, wk) - Sibona Jimmy (VK) - Melanie Ani - Vicky Ara’a - Vicky Buruka - Kevau Frank - Dika Lohia - Lakshmi Rajadurai - Tanya Ruma - Pauke Siaka - Henao Thomas - Geua Tom - Isabel Toua - Naoani Vare | - Kathryn Bryce (K) - Chloe Abel - Sarah Bryce (wk) - Darcey Carter - Priyanaz Chatterji - Katherine Fraser - Saskia Horley - Lorna Jack (wk) - Ailsa Lister (wk) - Abtaha Maqsood - Megan McColl - Hannah Rainey - Nayma Sheikh - Rachel Slater - Ellen Watson (wk) | - Sindhu Sriharsha (K, wk) - Anika Kolan (VK, wk) - Jivana Aras - Gargi Bhogle - Aditiba Chudasama - Disha Dhingra - Pooja Ganesh (wk) - Saanvi Immadi - Geetika Kodali - Pooja Shah - Ritu Singh - Sai Tanmayi Eyyunni - Suhani Thadani - Isani Vaghela - Jessica Willathgamuwa |

## Spiele
Tabelle
| Teams              | Sp. | S | N | NR | P | NRR    |
| ------------------ | --- | - | - | -- | - | ------ |
| Schottland         | 2   | 2 | 0 | 0  | 4 | +1.450 |
| Papua-Neuguinea    | 2   | 1 | 1 | 0  | 2 | −0.562 |
| Vereinigte Staaten | 2   | 0 | 2 | 0  | 0 | −1.107 |

Spiele
| 11. April Scorecard | Dubai | Vereinigte Staaten 160 (44.2)         | – | Papua-Neuguinea 164-4 (36.2) |
|                     |       | Papua-Neuguinea gewinnt mit 6 Wickets |   |                              |

Die Vereinigten Staaten gewannen den Münzwurf und entschieden sich als Schlagmannschaft zu beginnen. Als Spielerin des Spiels wurde Isabel Toua ausgezeichnet.
| 12. April Scorecard | Dubai | Schottland 217 (45.4)           | – | Papua-Neuguinea 113 (34.5) |
|                     |       | Schottland gewinnt mit 104 Runs |   |                            |

Papua-Neuguinea gewann den Münzwurf und entschied sich als Feldmannschaft zu beginnen. Als Spielerin des Spiels wurde Saskia Horley ausgezeichnet.
| 14. April Scorecard | Dubai | Schottland 251-7 (50)          | – | Vereinigte Staaten 210-9 (50) |
|                     |       | Schottland gewinnt mit 41 Runs |   |                               |

Schottland gewann den Münzwurf und entschied sich als Schlagmannschaft zu beginnen. Als Spielerin des Spiels wurde Abtaha Maqsood ausgezeichnet.